# Бёхинген
Бёхинген (нем. Böchingen) — община в Германии, в земле Рейнланд-Пфальц. 
Входит в состав района Южный Вайнштрассе. Подчиняется управлению Ландау-Ланд.  Население составляет 793 человека (на 31 декабря 2010 года). Занимает площадь 5,35 км².